# Cursa Amstel Gold 2016
Cursa Amstel Gold 2016 a fost ediția a 51-a cursei de ciclism Cursa Amstel Gold, cursă de o zi. S-a desfășurat pe data de 17 aprilie 2016 și a făcut parte din calendarul UCI World Tour 2016. Cursa a avut o lungime de 258 de kilometri, a pornit din Maastricht și s-a încheiat la Berg en Terblijt la periferia orașului Valkenburg. Dificultatea cursei a constat în cele 34 de cățărări care, deși scurte, au fost foarte înclinate. Cățărarea principală, Cauberg, a fost parcursă de patru ori. Cei patru favoriți ai cursei i-au inclus pe Philippe Gilbert (BMC Racing Team), Michał Kwiatkowski (Team Sky), Simon Gerrans și Michael Matthews (Orica-GreenEDGE). 

## Echipe
Toate cele 18 echipe din UCI WorldTeams au fost invitate în mod automat și au fost obligate să participe la cursă. Patru echipe au primit wild card-uri.

### Echipe UCI World
- Ag2r-La Mondiale
- Astana
- BMC Racing Team
- Etixx-Quick Step
- FDJ
- IAM Cycling
- Lampre-Merida
- Lotto Soudal
- Movistar
- Orica-GreenEDGE
- Cannondale-Garmin
- Giant-Alpecin
- Team Katusha
- LottoNL–Jumbo
- Dimension Data
- Team Sky
- Tinkoff-Saxo
- Trek-Segafredo

### Echipe continentale profesioniste UCI
| - Bardiani–CSF - CCC–Sprandi–Polkowice - Direct Énergie - Nippo–Vini Fantini | - Roompot–Oranje Peloton - Topsport Vlaanderen–Baloise - Wanty–Groupe Gobert |  |

## Rezultate
| Loc | Concurent          | Echipă              | Timp      |
| --- | ------------------ | ------------------- | --------- |
| 1   | Enrico Gasparotto  | Wanty–Groupe Gobert | 6h 18'03" |
| 2   | Michael Valgren    | Tinkoff-Saxo        | +0"       |
| 3   | Sonny Colbrelli    | Bardiani–CSF        | +4"       |
| 4   | Bryan Coquard      | Direct Énergie      | +4"       |
| 5   | Michael Matthews   | Orica-GreenEDGE     | +4"       |
| 6   | Julian Alaphilippe | Etixx-Quick Step    | +4"       |
| 7   | Diego Ulissi       | Lampre-Merida       | +4"       |
| 8   | Giovanni Visconti  | Movistar Team       | +4"       |
| 9   | Loïc Vliegen       | BMC Racing Team     | +4"       |
| 10  | Tim Wellens        | Lotto Soudal        | +4"       |

## Legături externe
- en Site web oficial
- Cursa Amstel Gold 2016 – ProCyclingStats